# Droga wojewódzka nr 263
Droga wojewódzka nr 263 (DW263) – droga wojewódzka łącząca Słupcę z miastem Dąbie. Znajduje się we wschodniej części województwa wielkopolskiego i liczy 102 km. Przebiega przez tereny powiatów słupeckiego, konińskiego i kolskiego.

## Miejscowości leżące przy trasie DW263

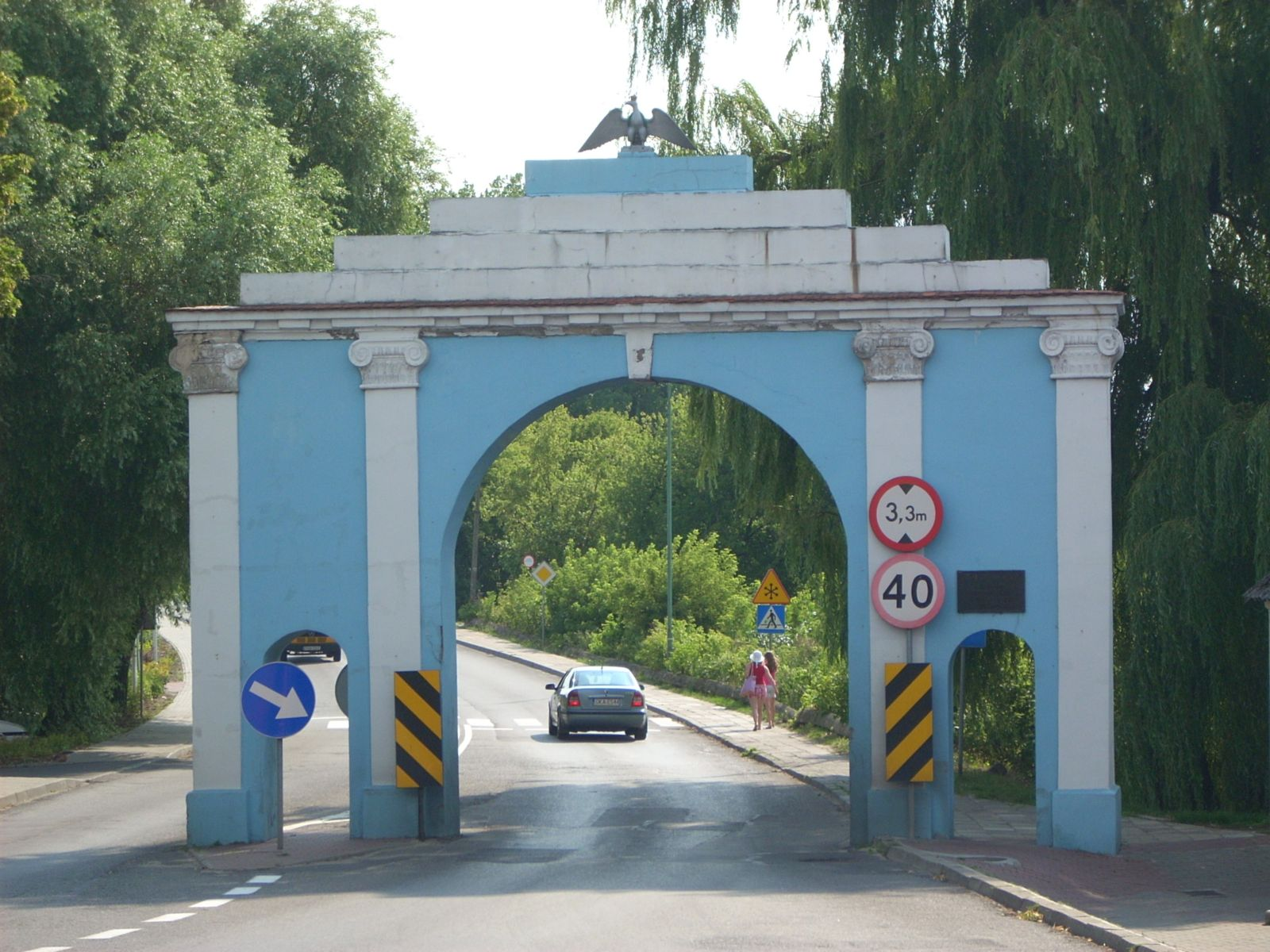
Droga wojewódzka 263 biegnąca w Ślesinie pod Bramą Napoleona

- Słupca (DK92)
- Szyszłowo (DW262)
- Sławoszewek (DW264)
- Ślesin (DK25)
- Sompolno (DW266)
- Babiak
- Bugaj
- Kłodawa (DK92)
- Tomaszew
- Drzewce
- Droga wojewódzka 263 biegnąca w Ślesinie pod Bramą NapoleonaDąbie (DW473)